# Antrophyum sessilifolium
Antrophyum sessilifolium là một loài dương xỉ trong họ Pteridaceae. Loài này được Cav. Spreng. mô tả khoa học đầu tiên năm 1827.